# Animation de silhouettes

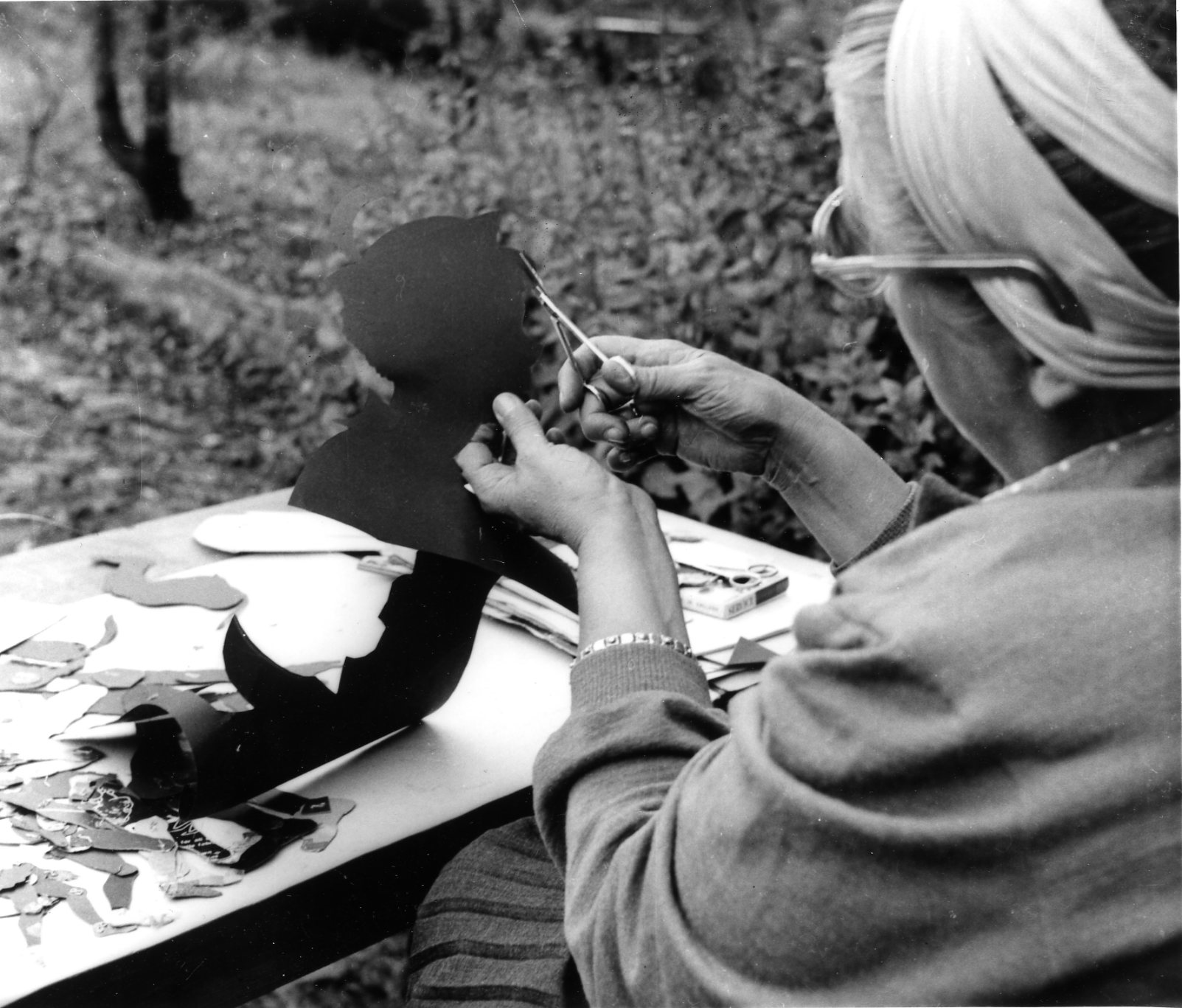
Exemple de Silhouettes, Auteur: N.N./Agentur Primrose Film Productions

L’animation de silhouettes, dont le genre est aussi appelé film-silhouette[réf. nécessaire], est une technique d’animation consistant à photographier image par image des silhouettes (le plus souvent noires) découpées, éclairées de dessous et généralement animées en cut-out (papier découpé). Par conséquent, cette technique se rapproche du théâtre d'ombres.

## Historique
Les premières inspirations de l’animation de silhouettes sont à rechercher dans les jeux d’ombre européens (théâtre d'ombres, également appelé ombres chinoises) et les silhouettes découpées (d’Étienne de Silhouette et Johanna Casper Lavater notamment). Plusieurs personnes dans le monde semblent avoir inventé de façon indépendante cette technique d’animation, mais le plus ancien exemple mentionné est le court-métrage The Sporting Mice (1909) du réalisateur britannique Charles Armstrong (aujourd’hui perdu). Quant au plus ancien toujours existant, il s’agit de The Clown and His Donkey (1910), du même auteur. Un troisième film d’Armstrong (dont des extraits ont été reproduits dans un ouvrage de Georges Sadoul) permet un aperçu sur sa méthode : des silhouettes blanches photographiées devant un fond noir. 
Il est probable que deux autres pionniers du genre, l’animatrice allemande Lotte Reiniger et le marionnettiste américain Tony Sarg, n’avaient pas connaissance des travaux d’Armstrong, et c’est bien Lotte Reiniger qui a établi la première les techniques fondamentales de l’animation de silhouettes avec son premier film, Das Ornament des verliebten Herzens (1919). Son film Les Aventures du prince Ahmed (Die Abenteuer des Prinzen Achmed, 1926) – un des plus vieux longs métrages d’animation – coïncident avec un intérêt renouvelé pour les silhouettes et influencent de nombreux réalisateurs, jusqu’au Japon avec notamment Yonjunin no Tozoku de Toshio Suzuki (1928), ou plus tôt encore Kanimanji engi de Hidehiko Okuda, Tomu Uchida et Hakuzan Kimura. Quelques films de silhouettes ont également été produits par l’Office national du film du Canada. 
De nos jours, l’animation de silhouettes est devenue rare dans le milieu professionnel. Quelques séquences peuvent toutefois être remarquées, par exemple dans South Park dans l’épisode Mona le vampire (1999), quand les lumières sont éteintes, ou encore dans l’anime Sayonara Zetsubō sensei (2007) et certains niveaux du jeu Donkey Kong Country Returns (2010).

## Technique

### Techniques traditionnelles ou par ordinateur
La technique traditionnelle de l’animation de silhouettes, telle que mise au point par Lotte Reiniger, s’inscrit plus généralement dans l’animation de papiers découpés. Les silhouettes sont découpées dans du papier ou du carton, parfois renforcées avec de fines tiges de métal, et articulées aux jointures par du fil ou des câbles (ou, de nos jours, du plastique et des attaches parisiennes) ; les compositions ainsi obtenues, mises à plat, peuvent être modifiées ou déplacées entre chaque prise de vue image par image, effectuée sur un banc d'animation. Cette méthode est utilisée entre autres par Noburō Ōfuji et Bruno J. Böttge. La série Ciné Si de Michel Ocelot (1989, plus connue dans son adaptation cinéma Princes et Princesses) présente une technique un peu différente, combinant papiers découpés (cut-out) et cellulo, ainsi que plus parcimonieusement de la prise de vue réelle et  de l'animation de pâte à modeler. Traditionnellement, les réalisateurs préfèrent des intertitres et des voix off et dans ce film, pour la première fois dans l’animation de silhouettes, les personnages donnent réellement l’impression de parler avec une correspondance des mouvements de lèvres aux paroles (playback). Enfin, l’animation traditionnelle peut parfois imiter, sans l'utiliser, l’animation de silhouettes, comme dans Utena, la fillette révolutionnaire. 
 L'animation par ordinateur s'est répandue avec des techniques variées : Jossie Malis utilise la 2D et l’animation vectorielle, Michel Ocelot parfois des personnages 3D (par exemple dans le clip Earth Intruders en 2007 et une scène du film Azur et Asmar en 2006), et enfin Anthony Lucas mélange personnages 2D et décors 3D en combinant infographie et prise de vue réelle dans The Mysterious Geographic Explorations of Jasper Morello (2005). Les premières expérimentations remontent à Jean-Loup Martin qui intègre des silhouettes noires dans Conte magique (1984-1988), sans utiliser la technique des papiers découpés. Enfin, Michel Ocelot dans Dragons et Princesses revisite le style de ses premiers films de silhouettes en animation 3D. 
 L’animation par ordinateur permet aussi des références plus directes au théâtre d'ombres, comme le wayang kulit en reproduisant et jouant sur les tiges des marionnettes plates ; à titre d’exemple, ce procédé se retrouve dans Our Man in Nirvana de Jan Koester (2006) et l’ouverture du Livre de la jungle 2 de Disney (2003). 
 Toutefois, la technique traditionnelle reste encore utilisée par quelques animateurs comme Edward S. de Leon, Reza Ben Gajra ou encore John Korty et ses pièces de plastiques semi-transparentes et éclairées de dessous, qu’il nomme « Lumage ».

### Couleur
Les films de silhouettes sont traditionnellement monochromes, avec les pièces de papier découpé noires et le fond en niveaux de gris – plus un élément est lointain, plus il est clair, afin de suggérer la profondeur. Dans Les Aventures du prince Ahmed de Lotte Reiniger (1926), différentes scènes furent colorisées dans différentes couleurs, selon les méthodes d’époque. Das Geheimnis der Marquisin (1922) propose à l’opposée des silhouettes blanches sur un fond noir. Pour Jack and the Beanstalk (1955), Lotte Reiniger dut filmer directement en couleur : elle utilisa des fonds unis peints avec des silhouettes noires, mais dont certaines étaient marquetées de papiers transparents colorés, conférant un effet de vitrail. Malgré tout ce travail, elle n’approuva guère le résultat et revint dans la fin de sa carrière aux films monochromes, ou du moins employant une palette de couleurs plus restreintes pour les décors (en plastique translucide), comme dans Aucassin et Nicolette (1976). Chez la plupart des réalisateurs ultérieurs, la technique utilisée par Reiniger sur Les Aventures du prince Ahmed reste la principale, avec des fonds composés de différents tons d’une même couleur, ou au plus en combinant deux ou plusieurs couleurs complémentaires. 
Au Japon, Noburō Ōfuji approfondit l’animation de silhouettes en utilisant du papier japonais légèrement transparent et coloré orné de motifs traditionnels, le chiyogami, afin de créer un cinéma de goût typiquement japonais ; il écrit lui-même que « les belles couleurs du chiyogami contiennent l’élégance unique du Japon traditionnel »,. Ses deux films les plus connus sont La Baleine (Kujira 1926, réadapté en 1952 par lui-même avec du papier cellophane coloré) et Le Vaisseau fantôme (Yūreisen, 1956).
L’animation de papiers découpés entièrement en couleur (où les personnages sont plutôt représentés de profil) est parfois perçue comme de l’animation de silhouettes en couleur, bien que cela dépende des définitions.

## Films de silhouettes notables
- Les Aventures du prince Ahmed (Die Geschichte des Prinzen Achmed, 1926) de Lotte Reiniger[15]
- La Baleine (1952) de Noburō Ōfuji (compilés en 1961 avec d’autres courts métrages dans Shaka no shōgai)[14]
- Princes et Princesses (2000) de Michel Ocelot[16]